# Chiesa di Santa Veneranda (Fermignano)
La chiesa di Santa Veneranda è la parrocchiale di Fermignano, in provincia di Pesaro e Urbino ed arcidiocesi di Urbino-Urbania-Sant'Angelo in Vado; fa parte dell'unità pastorale del Metauro.

## Storia

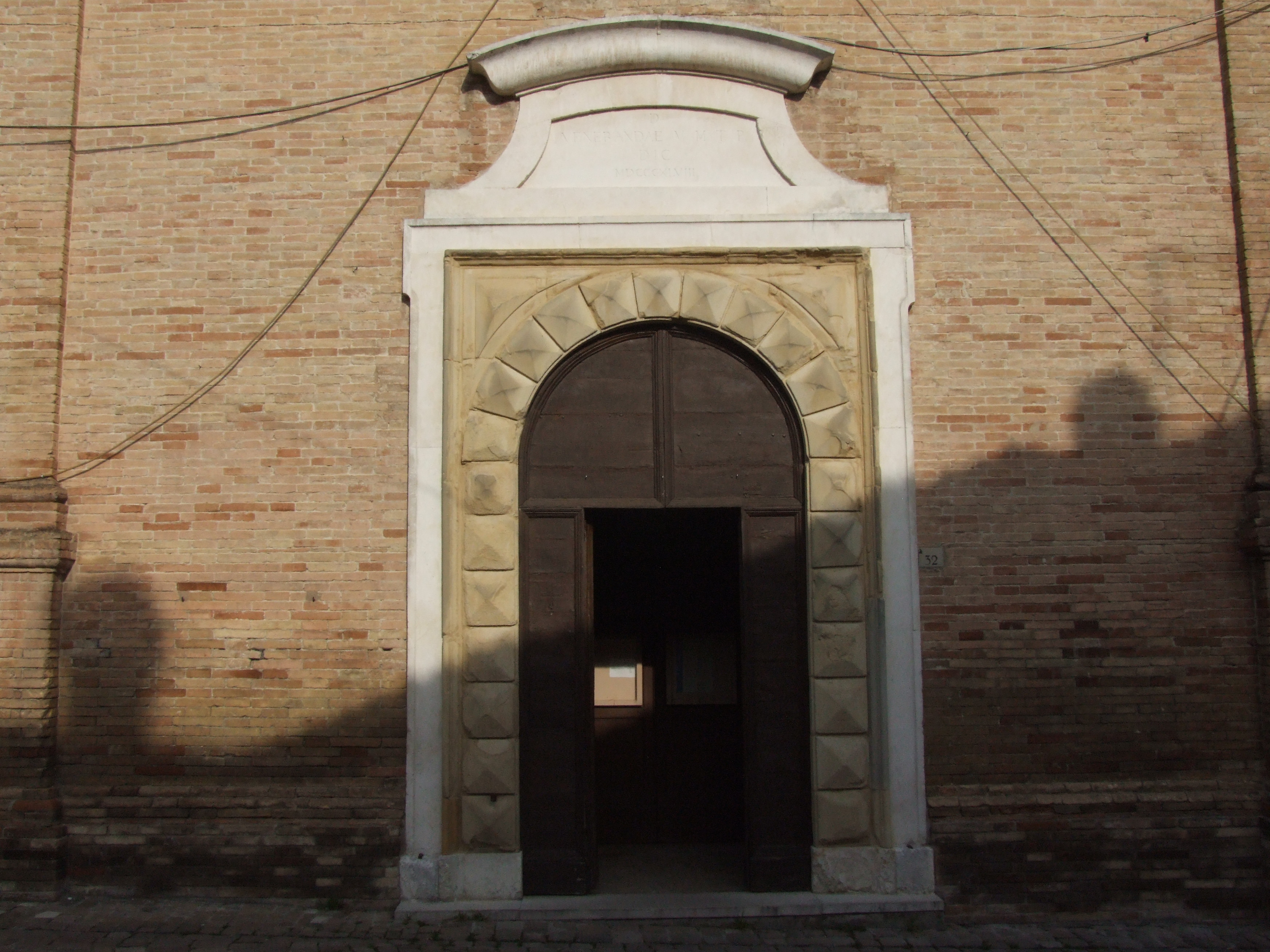
Il portale d'ingresso

La primitiva chiesa di Fermignano era la pieve di San Giovanni Battista, situata all'esterno del borgo e sconsacrata nel 1821, che esercitava la sua influenza su tutte le cappelle della zona.
Nel 1514 in paese sorse ad opera della Confraternita del Gonfalone un oratorio intitolato a Santa Veneranda; nel corso del XVI secolo la struttura fu costantemente rimaneggiata ed ampliata.
Nel 1781 una scossa di terremoto provocò gravi danni all'edificio, che dovette essere demolito; la nuova parrocchiale venne costruita su disegno dell'urbinate Giuseppe Tosi e portata a termine nel 1784.
Successivamente al termine della seconda guerra mondiale, la torre campanaria fu demolita, per poi venir riedificata.

## Descrizione

### Esterno
La facciata della chiesa, in mattoni a faccia vista e a capanna, presenta il portale d'ingresso, proveniente dalla precedente cappella, e una finestra informa ovale ed è scandita da due lesene laterali in lieve aggetto che sorreggono il timpano triangolare.

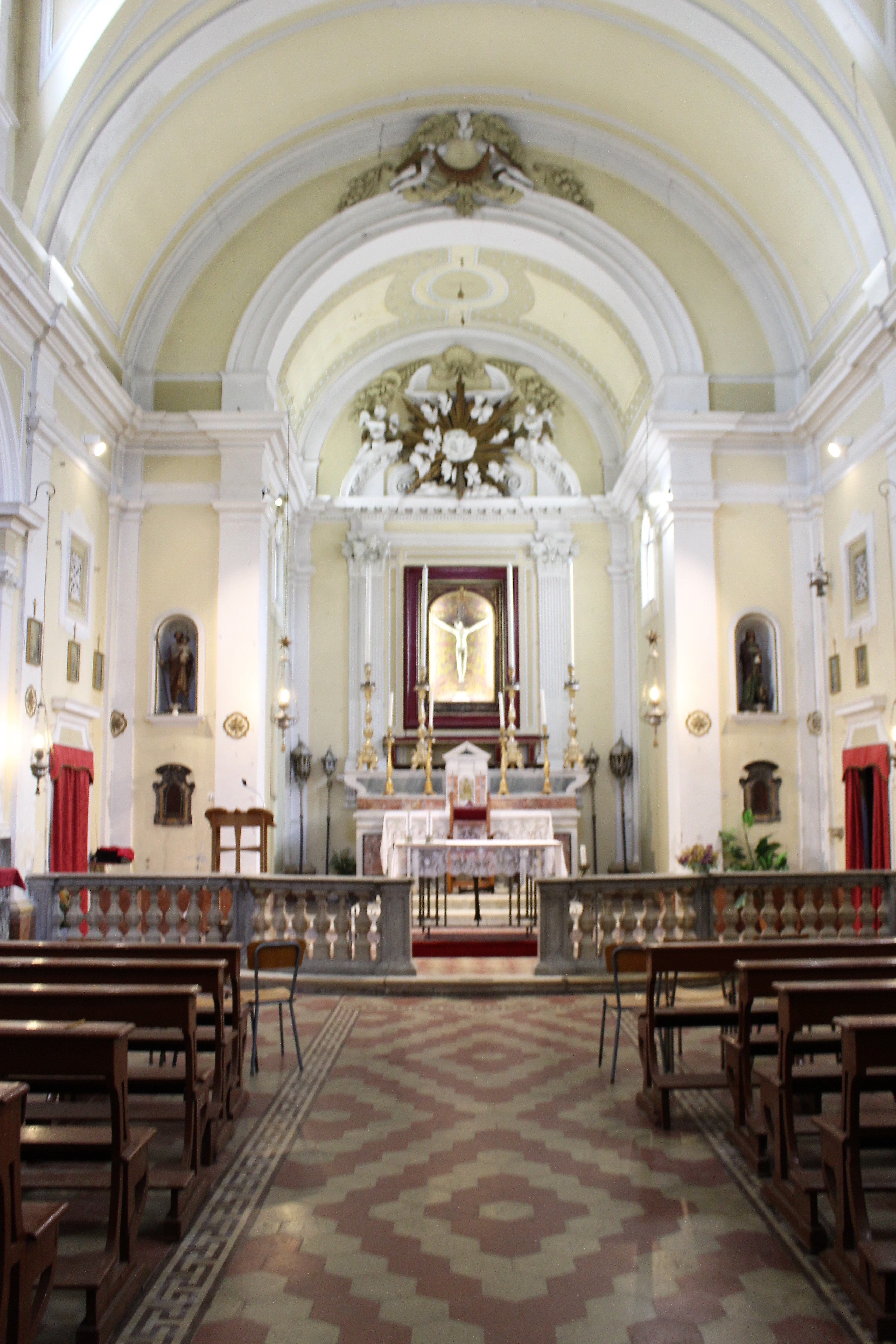
L'interno

Accanto alla chiesa sorge il campanile, la cui cella, che presenta una monofora per lato, è coronata dalla cuspide in cemento.

### Interno
L'interno si compone di un'unica navata voltata a botte, lungo la quale sono sistemati i quattro altari minori, intitolati a San Sebastiano, a San Francesco di Paola, alla Beata Vergine Maria e a Santa Veneranda; al termine dell'aula si sviluppa il presbitero.
Opere di pregio qui conservate sono la pala di epoca neoclassica raffigurante il Miracolo di San Francesco di Paola, eseguita dall'urbinate Francesc'Antonio Rondelli, lo stucco in cui è ritratto il Battesimo di Gesù, le statue di San Giuseppe, di San Giovanni Evangelista e dell'Immacolata Concezione, le tele ritraenti Sant'Emidio e San Raffaele Arcangelo e il simulacro il cui soggetto è San Francesco di Paola.